# Anthony Moris
Anthony Moris (Aarlen, 29 april 1990) is een Luxemburgse-Belgisch doelman die sinds 2025 uitkomt voor het Saudische Al-Khaleej.

## Clubcarrière
Moris startte z'n carrière bij RCS Habay. In 2000 verkaste hij naar Standard Luik, waar hij in 2008 de overstap naar de A-kern maakte. Hij werd er echter reservedoelman, en moest wachten tot 2011 om z'n debuut in Eerste klasse te maken. Op 25 september 2011 stond hij door de blessure van Sinan Bolat voor het eerst onder de lat in de competitie, tegen Cercle Brugge (0-0). Op 15 december 2011 speelde hij zijn eerste match in een Europese competitie. Hij stond voor het eerst in de basis in het Europa League-duel tegen FC Kopenhagen.
Tijdens de winterstop van het seizoen 2013/14 werd hij uitgeleend aan Sint-Truidense VV, waar hij de doublure werd van Davy Schollen. Moris stond in vijf van de zes eindrondewedstrijden onder de lat, maar STVV slaagde er niet in om naar Eerste klasse te promoveren. Moris keerde op het einde van het seizoen terug naar Standard, maar in augustus 2014 werd zijn contract op Sclessin in onderling overleg ontbonden.
In december 2014 haalde KV Mechelen hem binnen om Tomislav Pačovski op te volgen als doublure van Wouter Biebauw. Na diens vertrek trad Moris uit de schaduw: hij kreeg in april 2016 een contractverlenging tot 2019 en startte het seizoen 2016/17 als eerste doelman van KV Mechelen. In oktober 2016 viel hij echter uit met een meniscusblessure, waarna hij zijn basisplaats verloor aan Colin Coosemans. Uiteindelijk werd zijn contract in de zomer van 2018 ontbonden.
Na zijn vertrek bij KV Mechelen ging Moris aan de slag bij Excelsior Virton in Eerste klasse amateurs. Hij werd er meteen eerste doelman en promoveerde in zijn eerste seizoen meteen naar Eerste klasse B. Ook daar hield Moris zich goed staande: op het einde van de reguliere competitie werd hij door Proximus, de naamsponsor van de competitie, uitgeroepen tot Doelman van het Seizoen.
Toen Virton op het einde van het seizoen 2019/20 naar Eerste nationale werd verwezen vanwege licentieproblemen, stapte Moris in juli 2020 over naar Union Sint-Gillis. De doelman had ook een aanbod gekregen van zijn ex-club Standard om de doublure van Arnaud Bodart te worden, maar Moris bedankte. Moris kreeg er de voorkeur boven Adrien Saussez en Anders Kristiansen en werd in zijn eerste seizoen meteen kampioen in de Proximus League, waardoor Union voor het eerst in 48 jaar weer in Eerste Klasse mocht aantreden. De doelman groeide er uit tot vaste waarde en werd aanvoerder. In 2024 won hij met de Brusselse club de Beker van België en in 2025 het Belgisch landskampioenschap. Het was de twaalfde hoogste klasse-landstitel in de geschiedenis van Union, de eerste in 90 jaar. In totaal speelde Moris 232 wedstrijden voor Union, waarin hij 81 keer de nul hield.
De 35-jarige doelman zocht nog een laatste lucratieve transfer te doen. Op 16 juli 2025 tekende hij een contract bij Al-Khaleej dat uitkomt in de Saudi Pro League.

## Interlandcarrière
Moris was in het verleden Belgisch jeugdinternational, maar vanwege zijn Luxemburgse vader kon hij ook kiezen voor het Luxemburgs voetbalelftal. Op 26 mei 2014 maakte hij zijn debuut voor Luxemburg in een vriendschappelijke interland tegen België. Hij speelde de volledige wedstrijd.

## Statistieken
| Seizoen         | Club                | Competitie             | Competitie | Competitie | Play-offs | Play-offs | Beker | Beker | Europa | Europa | Totaal | Totaal |
| Seizoen         | Club                | Competitie             | Wed.       | Dlp.       | Wed.      | Dlp.      | Wed.  | Dlp.  | Wed.   | Dlp.   | Wed.   | Dlp.   |
| --------------- | ------------------- | ---------------------- | ---------- | ---------- | --------- | --------- | ----- | ----- | ------ | ------ | ------ | ------ |
| 2008/09         | Standard Luik       | Jupiler Pro League     | 0          | 0          | 0         | 0         | 0     | 0     | 0      | 0      | 0      | 0      |
| 2009/10         | Standard Luik       | Jupiler Pro League     | 0          | 0          | 0         | 0         | 0     | 0     | 0      | 0      | 0      | 0      |
| 2010/11         | Standard Luik       | Jupiler Pro League     | 0          | 0          | 0         | 0         | 0     | 0     | —      | —      | 0      | 0      |
| 2011/12         | Standard Luik       | Jupiler Pro League     | 2          | 0          | 5         | 0         | 2     | 0     | 1      | 0      | 10     | 0      |
| 2012/13         | Standard Luik       | Jupiler Pro League     | 0          | 0          | 2         | 0         | 2     | 0     | —      | —      | 4      | 0      |
| 2013/14         | Standard Luik       | Jupiler Pro League     | 0          | 0          | 0         | 0         | 0     | 0     | 0      | 0      | 0      | 0      |
| 2013/14         | → Sint-Truidense VV | Tweede klasse          | 4          | 0          | 5         | 0         | 0     | 0     | —      | —      | 9      | 0      |
| 2014/15         | KV Mechelen         | Jupiler Pro League     | 0          | 0          | 4         | 0         | 0     | 0     | —      | —      | 4      | 0      |
| 2015/16         | KV Mechelen         | Jupiler Pro League     | 0          | 0          | 1         | 0         | 0     | 0     | —      | —      | 1      | 0      |
| 2016/17         | KV Mechelen         | Jupiler Pro League     | 12         | 0          | 0         | 0         | 0     | 0     | —      | —      | 12     | 0      |
| 2017/18         | KV Mechelen         | Jupiler Pro League     | 0          | 0          | —         | —         | 0     | 0     | —      | —      | 0      | 0      |
| 2018/19         | Excelsior Virton    | Eerste klasse amateurs | 25         | 0          | 5         | 0         | 2     | 0     | —      | —      | 32     | 0      |
| 2019/20         | Excelsior Virton    | Eerste klasse B        | 24         | 0          | 0         | 0         | 0     | 0     | —      | —      | 24     | 0      |
| 2020/21         | Union Sint-Gillis   | Eerste klasse B        | 26         | 0          | 0         | 0         | 2     | 0     | —      | —      | 28     | 0      |
| 2021/22         | Union Sint-Gillis   | Jupiler Pro League     | 19         | 0          | 0         | 0         | 0     | 0     | —      | —      | 19     | 0      |
| Carrière totaal | Carrière totaal     | Carrière totaal        | 111        | 0          | 22        | 0         | 8     | 0     | 1      | 0      | 142    | 0      |

Bijgewerkt op 17 december 2021.

## Erelijst
| Beker van België         | 1× | 2023/24 |
| Belgische Supercup       | 1x | 2024    |
| Kampioen Eerste Klasse B | 1x | 2020/21 |
| Jupiler Pro League       | 1x | 2024/25 |